# Теравский, Владимир Васильевич
Владимир Васильевич Теравский (бел. Уладзімір Васілевіч Тэраўскі, 23 (11) ноября 1871 года, мест. Романово Слуцкого повета Минской губернии, теперь д. Ленино Слуцкого района Минской области — 10 ноября 1938 года, Минск, тюрьма НКВД) — белорусский дирижёр, композитор, фольклорист, церковнослужитель.

## Биография
Родился в семье священника, младший сын. Уже в детские годы обнаружил большие музыкальные способности.
Окончил Слуцкое духовное училище (1889). Учился в Минской епархиальной семинарии. С 1892 по 1895 год служил в русской армии. Демобилизовавшись, служил государственным контролёром Либаво-Роменской железной дороги. С 1897 года работал на Уральских заводах графа Строганова, служил регентом, учительствовал в Пермской губернии. Находясь на Урале, руководил любительскими хорами рабочих Билимбаевского и Шайтанского заводов, сам пел в хоре Д. Агрэнева-Славянского, в репертуар которого входили и белорусские народные песни.
С 1900 года — сотрудник Минского отделения Государственного банка России. С 1901 года — канцелярский чиновник 2-го разряда Минской контрольной палаты, одновременно преподавал пение и гимнастику в детских приютах. В 1904 году епископом Михаилом (Темнорусовым) назначен псаломщиком Минского Петро-Павловского кафедрального собора. Одновременно — помощник регента Минского архиерейского хора. Затем — псаломщик церкви Св. Марии Магдалины на Сторожовской ул., учитель пения 3-го Минского приходского училища. Был членом Белорусского ассоциации создателей художественных произведений.
В июле 1914 года создал один из первых белорусских хоровых коллективов — Минский белорусский хор, который в 1917 году вошёл в состав Первого Белорусского товарищества драмы и комедии (БДТ-1), концертировал с ним по республике, участвовал в драматических спектаклях. Значительную часть репертуара хора составляли белорусские народные песни. Возглавлял музыкальную часть БДТ-1. Также сотрудничал с художественной труппой «Белорусский народный театр» под руководством Ф. Алехновича
Принимал участие в организации культурно-просветительного окружения при «Белорусской хатке». Выступал перед делегатами съезда белорусских партий и организаций в июле 1917 года. Осенью 1919 года по приглашению В. Игнатовского, ректора Минского педагогического института, работал преподавателем.
В 1918-1919 годах руководил хоровой капеллой в Белорусском советском театре, входил в состав Общества работников белорусского искусства.
Летом 1920 арестован польскими оккупационными властями в Осиповичах за исполнение песен «Около хацінкi» и «Господом мы песни не поем» (во время обыска при нём был найден револьвер).
После образования Белорусского государственного театра в Минске его главный хормейстер.
В 1919-1920 годах — Член Временного Белорусского национального комитета в Минске. Читал лекции на курсах учителей. В это же время по предложению Белорусской военной комиссии начал работу по составлению песенника для белорусской армии. Песенник был подготовлен к лету 1920 года, отдельной книгой вышел в 1921 году («Белорусский песенник с нотами на три голоса согласно народных мелодий»). Следующая книга — «Белорусский лирник» — была издана З. Жылуновичам в Берлине в 1922 году. Через 4 года в Минске вышел ещё один песенник для курсантов Объединённой белорусской военной школы («Военный сборник», 1926).

## Творчество
Создал музыку к спектаклям БДТ-1 «Безвинная кровь» В. Голубка (1918), «Кузнец-воевода» (1925), «Машека», «Кастусь Калиновский» Е. Мировича и др., широко использовал белорусский фольклор. Наиболее известной стала музыка к спектаклю «На Купалье» М. Чарота (1921 г.). Написал песни и романсы на слова Я. Купалы, Я. Коласа, З. Бедули, М. Чарота и др.. Записывал и обрабатывал народные песни, часть которых опубликована в сборниках «Белорусский песенник с нотами на три голоса согласно народных традиций» (1921), «Белорусский лирник» (1922), «Военный сборник» (1926).
Автор гимна «Военный марш» («Мы выйдем плотными рядами …»), гимна «Белорусская Марсельеза» (на стихи Александра Микульчика «Испокон мы спали …»).
Написал музыку к песне «Купалинка», которую многие считают народной, она является фрагментом музыкального сопровождения спектакля «На Купалье», также есть мнение, что он является автором музыки к песне «Шумные березы» на слова Я. Купалы.
Интересно, что во время выступлений имел привычку дирижировать пальцами, повернувшись к хору спиной. Любил одеваться в тон всему хору по-народному: белая белорусская свитка, под ней вышитая рубашка с домотканом поясом.

## Аресты
Арестован 3 сентября 1921 года вместе с женой Надеждой Прохоровной. Приговорён к 5 годам Исправительно-трудовых лагерей. После освобождения 24 мая 1923 года руководил хоровыми коллективами при Белорусском государственном университете (БГУ), МБПТ, союзе почтовиков-телеграфистов.
В 1930 году хор при БГУ был расформирован, в 1931 году Теравский был уволен с работы в БДТ-1 по обвинению в национал-демократизме. Служил псаломщиком в церкви Св. Марии Магдалины. До 1933 года служил в Переспенской церкви. Регент церковного хора Николаевского собора в Минске.
Вновь арестован 17 августа 1938 в Минске. Приговорён 1 ноября 1938 года тройкой НКВД как агент польской разведки к расстрелу.